# 電解液
電解液 (でんかいえき、Electrolyte Solution) とはイオン性物質を水などの極性溶媒に溶解させて作った、電気伝導性を有する溶液をさす。電解質溶液ともいい、英語ではIonic solutionということもあることから、イオン溶液とも呼ばれることもある。狭義には、電池や電気メッキ槽にいれる電解質水溶液を指す。
一方、溶媒を含まず、イオンのみからなる液体のことはイオン液体もしくは溶融塩と呼び、区別される。

## 電気伝導の原理
イオン性物質を極性溶媒に溶解させると、陽（プラス）イオンと陰（マイナス）イオンに解離する。これら正負のイオンが電荷の運び手（電荷キャリア）となって移動することで導電性が発現する。電解液に電極を入れると、陽（プラス）イオンは陰（マイナス）極に移動し、陰（マイナス）イオンは陽（プラス）極に移動する。この性質を利用したのが、電気メッキである。

## 関連語
- イオン
- メッキ
- 電気分解
- イオン液体
- 電解質